# Michael Lowry
Pour les articles homonymes, voir Lowry.
Pas d'image ? Cliquez ici

a Compétitions nationales et continentales officielles uniquement.

b Matchs officiels uniquement.
Dernière mise à jour le 7 mars 2025.
Michael « Mike » Lowry, né le 20 août 1998 à Belfast (Irlande du Nord), est un joueur international irlandais de rugby à XV jouant principalement au poste d'arrière à l'Ulster depuis 2018.

## Biographie

### Carrière en club
Il a été le capitaine au niveau écolier avec la RBAI (en), remportant trois titres de suite.
Issu de l'Academy de l'Ulster qu'il a rejoint en 2017, il fait ses débuts séniors en 2018, perdant à cette occasion 64-7 contre le Munster en Pro14. Pendant sa première année avec l'Ulster, il a été perturbé par une blessure. Il est pour la première fois titulaire avec le club en tant qu'arrière, lors d'un match de Coupe d'Europe contre les Leicester Tigers. Enchaînant les performances positives dès sa première saison professionnelle, il est de plus en plus utilisé par l'Ulster. Notamment, il atteint un total de 159 mètres parcourus ballon en main contre le Racing 92 en 2018-2019, soit le record dans la matière dans un match de Coupe d'Europe. 
Sa saison 2019-2020 est perturbée par une blessure à la cheville, qui le tient à l'écart pour plusieurs semaines.
Inclus dans l'équipe type de la saison 2020-2021 du Pro14, il a été sous-estimé en premier lieu en raison de sa petite taille, mais le staff de l'Ulster a toujours reconnu son potentiel, son principal point fort étant son accélération et ses appuis. Il est également apprécié pour sa personnalité, Lowry étant combatif et courageux,.
Lors de la saison 2021-2022, Michael Lowry est nommé dans la liste pour le meilleur joueur européen de l'EPCR. Vers la fin de cette même saison, il contracte une blessure au visage après un choc lors du match contre les Sharks et se fait donc opérer. Lors de la phase de poules de cette saison de Coupe d'Europe, il s'illustre offensivement avec 8 franchissements, 23 défenseurs battus et 562 mètres gagnés.

### Carrière internationale
Michael Lowry est sélectionné avec l'Irlande des moins de 20 ans pour le Championnat du monde junior 2018, entrant une fois en jeu.
Durant l'été 2021, il est appelé pour rejoindre le camp d'entraînement de l'équipe d'Irlande.
En février 2022, Lowry inscrit deux essais pour sa première cape internationale contre l'Italie à l'occasion du Tournoi des Six Nations.

## Statistiques en sélection nationale
| Année | Compétition | Matchs | Points | Essais |
| ----- | ----------- | ------ | ------ | ------ |
| 2022  | Six Nations | 1      | 10     | 2      |
| Total | Total       | 1      | 10     | 2      |

## Palmarès

### En province
- Ulster
  - Finaliste du Pro14 en 2020

### Distinctions personnelles
- Membre de l'équipe type du Pro14 en 2021